# Michele Arcangelo Iocca
Michele Arcangelo Iocca (Calascio, 6 ottobre 1925 – Roma, 9 luglio 2023) è stato un disegnatore e fumettista italiano, noto anche per essere stato l'autore della segnaletica del codice della strada italiano.
Per aver contribuito in tal senso, egli è altresì stato definito ironicamente «Il disegnatore di fumetti più visto dagli italiani».

## Biografia
Nel 1937 la sua famiglia si trasferì a Roma dove egli, crescendo, si interessò al disegno artistico; su pressione del padre si iscrisse però alla scuola per geometri; nel 1943, per sfuggire alla guerra, rientrò con la famiglia a Calascio diventando anche renitente alla leva e venendo per questo condannato a morte; dopo pochi mesi rientrò a Roma dove restò nascosto in casa. Grazie alla conoscenza con un giornalista del Messaggero, conobbe i fratelli Palombi, editori di opere artistiche, per i quali disegnò illustrazioni per alcuni volumi; poi collaborò alle riviste Carosello e Campanello realizzando alcune storie autoconclusive. Nel dopoguerra completò gli studi da privatista e si iscrisse alla facoltà di architettura che però abbandonò senza concluderla per dedicarsi ai fumetti. In questo periodo collaborò alla realizzazione delle testate Bambola e Lupettino, realizzando serie come Crestarossa, scritta da Eros Belloni. Nel 1952, durante il periodo di servizio militare a Pinerolo, conobbe l'editore torinese Paravia per il quale realizzò illustrazioni per un romanzo; nel 1953 interruppe la collaborazione con Bambola per passare ad Amichetta fino al 1957. A causa degli scarsi guadagni di questo ultimo periodo però, dovendosi sposare nel 1956, accettò un posto come impiegato al Genio Civile dove resterà fino alla pensione nel 1990; da allora continuò a collaborare con alcuni editori firmandosi Nat, dal nome della moglie, anche attraverso alcune agenzie e con lo studio di Sergio Rosi.
L'attività di fumettista continuò attraverso le agenzie di Naro Barbato e Angelo Mancini disegnando serie a fumetti prevalentemente per il mercato francese, come molte storie del Grande Blek del quale curò l'inchiostrazione su matite di Carlo Cedroni, e una La mine coinvotée su Kiwi special nel 1960 tutta sua per matite e chine; mentre, per editori tedeschi, realizzò la serie Piccolo Much insieme ad Alberto Giolitti.
Alla fine degli anni cinquanta realizzò la nuova segnaletica stradale per il nuovo Codice della strada che sarebbe stato promulgato nel 1959. Si ispirò alla Convenzione di Ginevra sulla circolazione stradale del 1949, che si proponeva di allineare tutti i Paesi delle Nazioni Unite con simili segnali di divieto, obbligo e pericolo, lasciando i dettagli ai vari membri.
Attraverso lo studio Rosi collaborò a diverse testate; realizzò anche le ultime storie della serie Maxmagnus pubblicate su Eureka dell'Editoriale Corno nel 1983, inchiostrando le tavole di Paolo Piffarerio. Negli anni settanta disegnò anche i bozzetti insieme al fratello Angelo Iocca per diverse serie di francobolli emessi dallo Stato italiano.
Iocca è morto a Roma il 9 luglio 2023 all'età di 97 anni.